# Jacques Pilet

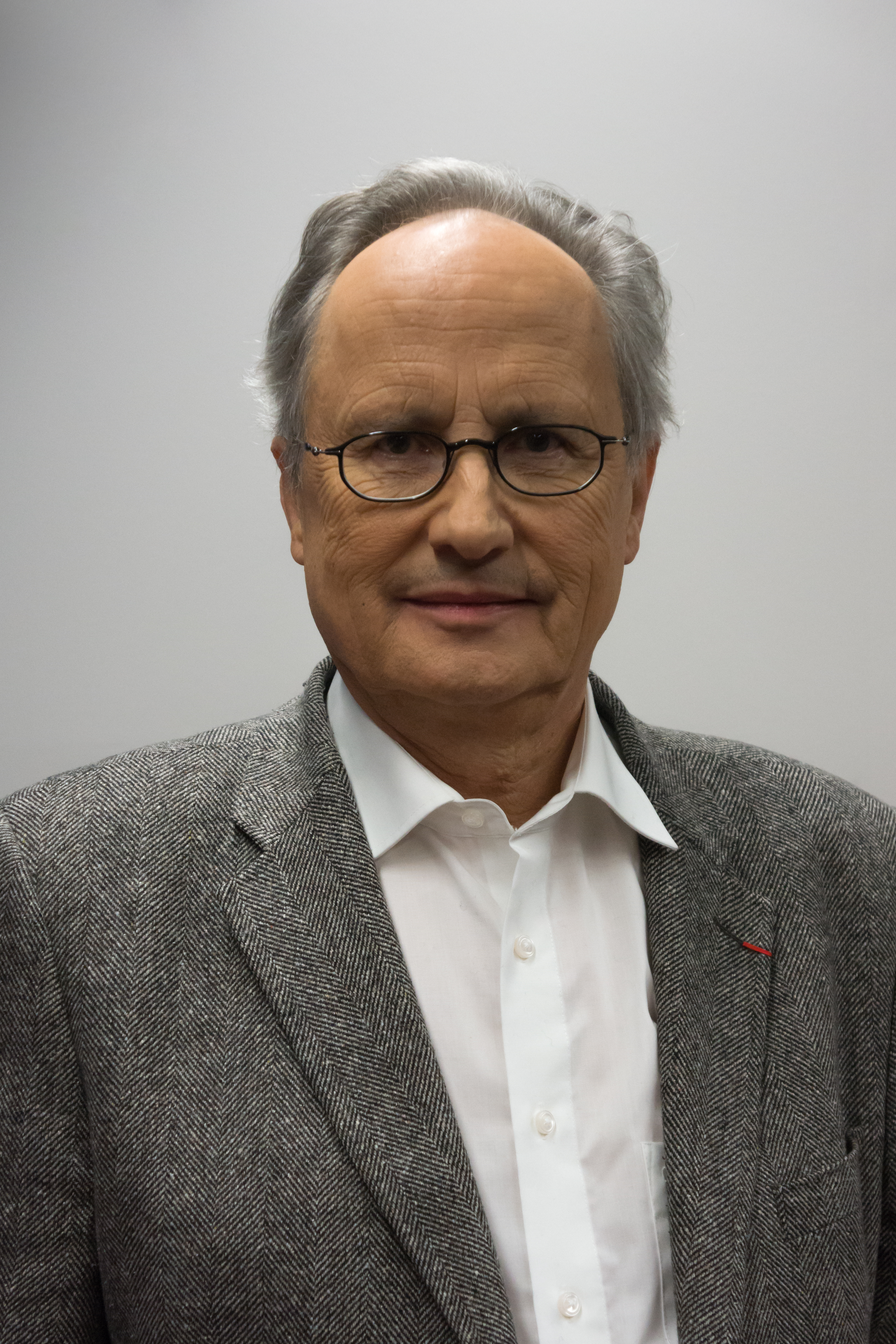
Jacques Pilet (2013)

Jacques Pilet (* 18. Oktober 1943 in La Tour-de-Peilz, bei Montreux) ist ein Schweizer Journalist.
Nach Lehr- und Wanderjahren beim Journal de Montreux war er von 1967 bis 1974 Redaktor bei 24 heures und von 1974 bis 1981 Fernsehjournalist bei der Télévision suisse romande, u. a. als Gesprächsleiter bei Table ouverte, hauptsächlich aber für die Sendung Temps présent und danach als Produzent des Aktualitätenmagazins Tell Quel.
1981 gründete er das Schweizer Nachrichtenmagazin L’Hebdo und 1985 das Kulturmagazin Emois. 1991 gründete er den Nouveau Quotidien; in den folgenden Jahren besetzte er verschiedene Kaderstellen beim Schweizer Medienkonzern Ringier. Er ist Beirat beim deutschen politischen Magazins Cicero. 2002 organisierte er die Journée européenne der Expo.02. Er schuf und präsidierte die Schweizer Sektion der European Cultural Foundation.
Jacques Pilet war verheiratet mit der Photographin Simone Oppliger (1947–2006). Sie haben einen Sohn.

## Schriften
- Le Crime nazi de Payerne. Éditions Favre (über den Mord an Arthur Bloch)
- Mit anderen: L’Europe au cœur. Éditions Favre